# Њусерова пирамида
Њусерова пирамида (арап. Mn-swt Nỉ-wsr-rꜥ, у значењу "Трајна су места Њусереа") је пирамидални комплекс из средине 25. века пре нове ере, изграђен за египатског фараона Њусере Ини из Пете династије. Током своје владавине, Њусере је завршио недовршене споменике свог оца, Нефериркаре Какаи, мајке, Кенткаус II, и брата, Неферефре, пре него што је започео радове на свом личном пирамидалном комплексу. Изабрао је локацију у Абусир некрополи између комплекса Нефериркареа и Сахуреа, која је, ограничена по површини и терену, уштедела трошкове рада и материјала. Њусере је био последњи краљ који је сахрањен у овој некрополи; његови наследници су изабрали да буду сахрањени на другим местима. Његов споменик обухвата главну пирамиду, посмртни храм, долински храм на језеру Абусир, насип првобитно намењен за Нефериркареов споменик, и култну пирамиду.
Главна пирамида је имала степенасто језгро изграђено од грубо сеченог кречњака и обложено финим Тура кречњаком. Облогу су скинули крадљивци камена, остављајући језгро изложено елементима и даљој људској активности, што је некада скоро 52 m (171 ft; 99 cu) високу пирамиду свело на гомилу рушевина, са подструктуром у коју је опасно ући због ризика од урушавања. Уз источну страну пирамиде налази се посмртни храм са својом необичном конфигурацијом и карактеристикама. Уместо уобичајеног плана у облику слова Т, посмртни храм има облик слова L; промена која је била неопходна због присуства мастаба на истоку. Увео је antichambre carrée, квадратну просторију са једним стубом, која је постала стандардна карактеристика каснијих споменика. Такође садржи необјашњену квадратну платформу која је навела археологе да сугеришу да се у близини можда налази обелиск пирамидион. Ово је необично, јер су обелисци били централне карактеристике египатских храмова сунца, али не и пирамидалних комплекса. Коначно, на североисточном и југоисточном углу локалитета налазе се две структуре које изгледа да су биле прототипови пилона. Они су постали основне карактеристике храмова и палата. У југоисточном углу комплекса, посебно ограђено подручје садржи култну пирамиду – малу пирамиду чија сврха остаје нејасна. Дугачак насип повезује посмртни и долински храм. Ова два су била у изградњи за Нефериркареов споменик, али су пренамењена за Њусеров. Насип, који је био више од пола завршен када је Нефериркаре умро, стога има кривину где мења правац од Нефериркареовог посмртног храма ка Њусеровом.
У околини су пронађена још два пирамидална комплекса. Познати као Лепсиус XXIV и Лепсиус XXV, можда су припадали супругама Њусереа, посебно краљици Репутнуб, или Неферефре. Даље северозападно од комплекса налазе се мастабе изграђене за фараонову децу. Гробнице свештеника и званичника повезаних са краљевим погребним култом такође се налазе у близини. Док су погребни култови других краљева изумрли у Првом прелазном периоду, Њусеров је можда преживео овај прелазни период и ушао у Средње краљевство, иако ово остаје спорно питање међу египтолозима.

## Локација и ископавање
Њусерова пирамида се налази у некрополи Абусир, између Сакаре и висоравни Гизе, у Доњем Египту (најсевернији регион Египта). Абусир је добио велики значај у Петој династији након што је Усеркаф, први владар, тамо изградио свој храм сунца, а његов наследник, Сахуре, инаугурисао краљевску некрополу са својим погребним спомеником. Сахуреов непосредни наследник и син, Нефериркаре Какаи, постао је други краљ који је сахрањен у некрополи. Њусеров споменик је употпунио чврсту архитектонску породичну јединицу која је расла и била усредсређена на пирамидални комплекс његовог оца, Нефериркареа, поред пирамиде његове мајке и мастабе његовог брата. Он је био последњи краљ који је сахрањен у некрополи Абусир.
Необично, Њусеров посмртни комплекс се не налази на оси Абусир-Хелиополис. Преузевши престо, он се обавезао да заврши три недовршена споменика свог оца, Нефериркареа; своје мајке, Кенткаус II; и свог брата, Неферефре, тако да су њихови трошкови пали на њега. Да би се одржала оса, Њусеров споменик би морао бити постављен југозападно од Неферефреовог комплекса, дубоко у пустињи и најмање 1 km (0,62 mi) од долине Нила. То би било прескупо. Њусере је можда ипак желео да остане са својом породицом и тако је изабрао да уметне свој комплекс у простор североисточно од Нефериркареовог комплекса, између његове и Сахуреове пирамиде, са стрмим тереном на северу. Ова локација је ограничила грађевинско подручје на регион од око 300 m (984 ft 3 in) квадрата, али је омогућила максималну економичност радне снаге и материјалних ресурса. Египтолог Мирослав Вернер сажето описује Њусерову локацију као "најбољи компромис који су околности дозвољавале".
Године 1838, Џон Шеј Перинг, инжењер који је радио под пуковником Хауардом Вајсом, очистио је улазе у пирамиде Сахуреа, Нефериркареа и Њусереа. Пет година касније, Карл Рихард Лепсиус, под покровитељством краља Фридриха Вилхелма IV Пруског, истражио је некрополу у Абусиру и каталогизовао Њусерову пирамиду као XX. Од 1902. до 1908. године, Лудвиг Борхарт, радећи за Немачко оријентално друштво, поново је премерио пирамиде у Абусиру и дао да се ископају њихови припадајући храмови и насипи. Борхартова експедиција била је прва и једина друга велика експедиција спроведена у некрополи Абусир, и значајно је допринела археолошком истраживању на том месту. Његови резултати на Њусеровој пирамиди, коју је ископавао од јануара 1902. до априла 1904. godine, објављени су у Das Grabdenkmal des Königs Ne-User-Re (1907). Чешки институт за египтологију има дугорочни пројекат ископавања у Абусиру од 1960-их.

## Посмртни комплекс

### Распоред
Посмртни комплекси Старог краљевства обично се састоје од пет главних компоненти: (1) долински храм; (2) насип; (3) посмртни храм; (4) култна пирамида; и (5) главна пирамида. Њусеров споменик има све ове елементе. Његова главна пирамида је изграђена од седам степеника од кречњака, са култном пирамидом која се налази близу њеног југоисточног угла и необичним посмртним храмом у облику слова L уз њену источну страну. Долински храм и насип су првобитно били намењени за Нефериркареов споменик, али их је Њусере преузео.

### Главна пирамида
Иако је Њусере владао око тридесет година, његова пирамида је мања од Нефериркареове и по величини је сличнија Сахуреовој. Свестан трошкова за своју породицу, наручио је да се његова пирамида изгради на једином доступном слободном простору који није био у пустињи. Стога је позиционирана уз северни зид Нефериркареовог посмртног храма, док се тло на северу нагло спушта према Сахуреовом споменику. Додатно је била ограничена групом мастаба на истоку које су изграђене током Сахуреове владавине. Ова комбинација фактора је можда ограничила величину Њусерове пирамиде.
Пирамида се састоји од седам узлазних степеника, учвршћених на угаоним каменовима. Била је обложена финим белим Тура кречњаком, који је највероватније дошао из каменолома западно од села Абусир, што јој је давало глатку завршну обраду. По завршетку, имала је дужину основе од 789 m (2.589 ft; 1.506 cu) са нагибом према унутра од приближно 52°, што је резултирало висином врха од око 52 m (171 ft; 99 cu) и укупном запремином од приближно 113,000 m3 (147,798 cu yd).
Њусерова пирамида, као и свака од пирамида у Абусиру, изграђена је на драстично другачији начин од оних из претходних династија. Њене спољне стране су уоквирене великим – код недовршене пирамиде Неферефреа један степеник је садржао блокове величине до 5 m (16 ft) са 55 m (180 ft) са 1 m (3,3 ft) – грубо обрађеним сивим кречњачким блоковима, добро спојеним малтером. Унутрашње коморе су слично уоквирене, али коришћењем знатно мањих блокова. Језгро пирамиде, између два оквира, затим је испуњено шљунком од кречњачких отпадака, керамичких крхотина и песка, са глиненим малтером. Ова метода, иако је захтевала мање времена и ресурса, била је непажљива и нестабилна, и значила је да је само спољна облога изграђена од висококвалитетног кречњака.
Коморе и посмртни храмови абусирских пирамида опљачкани су током немира Првог прелазног периода, док се демонтажа самих пирамида догодила током Новог краљевства. Када је кречњачка облога пирамиде уклоњена – за поновну употребу у производњи креча – језгро је било изложено даљем људском уништавању и природној ерозији, што га је оставило као рушевину, безобличну гомилу. Њусеров споменик је претрпео значајну крађу камена током Новог краљевства, током Касног периода између Двадесет шесте и Двадесет седме династије, и поново током римског доба.
Пирамида је окружена отвореним двориштима поплочаним кречњачким блоковима дебљине 04 m (13 ft), док слојеви цигала могу бити дебели до 06 m (20 ft). Необично, јужно крило дворишта је знатно уже од северног крила. Оградни зид дворишта пирамиде био је висок око 735 m (2.411 ft; 1.403 cu).

### Подструктура
Подструктура пирамиде имитира основни дизајн који су усвојили ранији краљеви Пете династије. Приступ јој је омогућен преко ходника који се спушта у правцу север-југ, чији се улаз налази на северној страни пирамиде. Ходник је био обложен финим белим кречњаком, ојачан ружичастим гранитом на оба краја и прати неправилан пут. Нагнут је до предворја, где су два или три велика гранитна блока служила као порткулис који је блокирао пролаз када се спусти. Одмах иза, ходник скреће на исток и спушта се за око 5°. Завршава се код предкоморе – повезане са гробном комором – готово директно испод врха пирамиде. Оштећења унутрашње структуре проузрокована од стране крадљиваца камена чине тачну реконструкцију њене архитектуре готово немогућом.... Гробна и предкомора и приступни ходник су ископани из земље, а затим покривени, уместо да буду изграђени кроз тунел. Плафон комора чинила су три забатна слоја кречњачких греда, које распоређују тежину са надградње на обе стране пролаза спречавајући урушавање. Сваки камен у овој структури био је величине око 40 m3 (1.400 cu ft) – у просеку 9 m (30 ft) дугачак, 25 m (82 ft) дебео и 175 m (574 ft) широк – и тежио је 90 t (99 short tons). Између сваког слоја блокова, коришћени су кречњачки фрагменти за стварање испуне која је помагала у преношењу тежине структуре изнад, посебно у случају земљотреса. Ово се сматрало оптималном методом конструкције крова у то време. Крадљивци камена су опљачкали подземне коморе од већине висококвалитетног кречњака, значајно ослабивши структуру и чинећи је опасном за улазак. Борхарт није успео да пронађе фрагменте унутрашње декорације, саркофага или друге погребне опреме у рушевинама испуњеним коморама подструктуре, од којих је већи део био неприступачан због шута. У пирамиде у Абусиру последњи пут су ушли крајем 1960-их Вито Марађолио и Челесте Риналди, који су се уздржавали од разговора док су радили из страха да би и најмања вибрација могла изазвати урушавање.
- Масивни кречњачки блокови плафона, у поређењу са радником
- Унутрашњост подструктуре пирамиде испуњена рушевинама

### Долински храм
Њусере је преузео долински храм и насип који су били у изградњи за Нефериркареов споменик. Као и код Сахуреовог долинског храма, постојала су два улаза украшена стубовима, иако се Њусерови стубови разликују од Сахуреових по томе што представљају стабљике папируса уместо палми. Главни улаз се налазио на портику који је имао две колонаде од четири стуба од ружичастог гранита. Другом улазу, на западу, могло се приступити преко степеништа које је водило на портик поплочан кречњаком и украшен са четири гранитна стуба. Стубови су били обликовани да подсећају на папирус са шест стабљика и носили су имена и титуле краља, као и слике Ваџет и Некбет.
Храм је био поплочан црним базалтом, а зидови су били од Тура кречњака са рељефно украшеним црвеним гранитним дадоом. Његова централна комора – која је у западном зиду садржала три нише обложене црвеним гранитом, једну велику и две мале, у којима су можда биле статуе краља – имала је значајан верски значај. Две бочне просторије имале су црни базалтни дадо, а најјужнија просторија је садржала степениште које је водило на кровну терасу. Сачувано је мало остатака зидних рељефа, као што је један који приказује масакре непријатеља Египта. У храму је постављен већи број статуа, као што је једна краљице Репутнуб и једна лава од ружичастог гранита. Коморе које су претходиле насипу биле су постављене под углом да би се среле са њим, а чини се да су кречњачке фигуре заробљених непријатеља стајале на излазу из храма у подножју насипа.
Године 2009, Чешка археолошка мисија поново је посетила Њусеров долински храм и насип како би спровела пробна копања на ове две локације. 32 m (105 ft) јужно од долинског храма, ископан је зид оријентисан у правцу север-југ. Зид је био направљен од белог кречњака и спојен ружичастим малтером. Утврђено је да је источна страна зида нагнута под углом од око 81°. Индикације активности крадљиваца камена пронађене су на јужном делу откопаног зида. Комбинација фактора, укључујући облик, израду и надморску висину, сугерише да је ископани зид део насипа луке долинског храма. На основу Борхартових експедиција у комбинацији са њиховим налазима из 2009. године, египтолог Јаромир Крејчи процењује да је лука била дугачка најмање 79 m (259 ft), са потенцијалном дужином од око 121 m (397 ft), и ширином од најмање 32 m (105 ft).

### Насип
Темељ насипа био је положен на око две трећине пута од долинског храма до посмртног храма када је Нефериркаре умро. Када је Њусере преузео локацију, дао је да се она преусмери са првобитне дестинације на нову. Као резултат тога, насип дугачак 368 m (1.207 ft) иде у једном правцу више од половине своје дужине, а затим скреће ка свом одредишту до краја. Изградња објекта била је компликована јер је током своје дужине морао да савлада висинску разлику од 28 m (92 ft) и да се креће по неравном терену. Ова висинска разлика дала је структури нагиб од 4°30′, и захтевала је да њен задњи део буде изграђен са високом основом. Делови ове основе поново су коришћени у Дванаестој династији за изградњу гробница за свештенике који су служили Њусеровом погребном култу.... Борхарт је успео да испита насип на његовим крајевима и на тачки источно од његове кривине, али због очекиваних трошкова, одлучио је да га не ископа у потпуности. Пробно копање Чешке археолошке мисије из 2009. године спроведено је на тачки 150 m (490 ft) западно од долинског храма, и 30 m (98 ft) од места где је Борхарт вршио своја ископавања. Утврђено је да је насип широк 777 m (2.549 ft), са зидовима дебљине 22 m (72 ft) направљеним од жутог језгра зида обложеног белим кречњаком са блатним малтером. Борхарт је утврдио да су његови унутрашњи зидови вертикално паралелни, док су спољни зидови били нагнути под углом од 75.5°. Насип је имао насип са језгром направљеним од хоризонтално сложених жутих и сивих кречњачких блокова који су били спојени првенствено сивим малтером, али у деловима и ружичастим малтером. Језгро насипа било је обложено финим белим кречњачким блоковима нагнутим под углом од 55° и спојеним кречним малтером. Иако је насип ископан до дубине од 10 m (33 ft) испод врха насипа, откривајући укупно 12 слојева облоге, Крејчи верује да је основа зграде још ~3 m (9,8 ft) дубља. На основу резултата ископавања, Крејчи закључује да је зграда морала имати основу широку најмање 21 m (69 ft). Кључни налаз ископавања био је да су насипи "представљали огромне, волуминозне конструкције". Упркос напорима, тим није успео да пронађе фрагменте рељефа.
Унутрашњи зидови насипа били су обложени у основи црним базалтом, изнад чега су били обложени Тура кречњаком и украшени рељефима. Имао је плафон обојен у плаво са мноштвом златних звезда које су евоцирале ноћно небо. Сачуван је један значајан велики рељеф са насипа. Он приказује седам краљевских сфинги како притискају непријатеље краља под своје шапе.
- Насип пирамиде, након ископавања Лудвига Борхарта
- Базен за одвод воде пронађен на горњем крају насипа
- Фрагмент рељефа, са насипа, који приказује главу непријатеља притиснуту под лављом шапом

### Посмртни храм
Основни дизајн Њусеровог посмртног храма разликује се од других изграђених у Петој и Шестој династији. Вернер описује распоред типичног посмртног храма за тај период као да подсећа на слово "Т" и то пореди са распоредом у облику слова L код Њусеровог. Ова промена је била резултат присуства мастаба изграђених током Сахуреове владавине на истоку. Упркос овој естетској разлици, храм је задржао све основне елементе које је успоставио Сахуреов посмртни храм и истовремено уградио нове карактеристике.
Првобитна улазна тачка у храм је нагнута према југоистоку. Након тога следи дугачак улазни хол који је са северне и јужне стране окружен групама од по пет остава које су чиниле већину складишног простора у храму. Улазни хол је првобитно био засвођен, имао је поплочање од црног базалта и зидове од кречњака прекривене рељефима са црвеним гранитним дадоом на бочним зидовима. Фрагменти зидних рељефа из храма често се излажу у немачким музејима. На пример, сложени зидни рељеф из храма који приказује сцену из престоне собе изложен је у Египатском музеју у Берлину. У Двадесет петој династији, владар Тахарка је дао да се рељефи из различитих посмртних храмова Старог краљевства, посебно оних Њусереа, Сахуреа и Пепи II, репродукују за употребу у рестаурацији храма у Кави у Нубији.
Хол се завршава у дворишту поплочаном црним базалтом и са наткривеним амбулаторијумом који је био подупрт са шеснаест стубова од ружичастог гранита у облику папируса са шест стабљика. Двориште је дизајнирано да пренесе слику мочварног гаја папируса; место које је за древне Египћане означавало обнову. Да би се евоцирала ова слика, основе стубова, на пример, биле су украшене таласастим бас-рељефима који су стварали илузију папируса који расте у води. Средњи делови стубова били су украшени разним натписима који су детаљно наводили материјал као што су краљево име и титуле и заштита дворишта од стране богиња Ваџет и Некбет. Ови стубови су подупирали амбулаторијум дворишта. Плафон амбулаторијума био је украшен звездама које су представљале ноћно небо подземног света. У центру дворишта налазио се мали базен од пешчара за сакупљање кишнице, а у северозападном углу дворишта некада се налазио богато украшен олтар од алабастера. Западни излаз из дворишта води у попречни (север-југ) ходник.
- Глава лава од ружичастог гранита, чувара унутрашњег храма
- Слика посмртног храма и пирамиде, аутора В. Биринга и Т. Шинкела, како је изгледало у 3. миленијуму п. н. е.
- Отворено двориште са колонадама Њусеровог посмртног храма
- Рељеф из посмртног храма, који приказује Анубиса како нуди свежањ анк симбола Њусереу који седи на престолу, док Хатор, држећи сопствени анк, стоји иза њега

Из попречног ходника храм иде у северном правцу: резултат облика слова L. У северозападном углу попречног ходника који раздваја јавни, спољни, и интимни, унутрашњи, део храма налази се дубока ниша у којој је смештена велика статуа лава од ружичастог гранита која је служила да симболично чува фараонову приватност. Иза попречног ходника лежи капела, која је померена према југу, што је још један резултат облика храма. Оштећена је до те мере да се не може направити тачна реконструкција, али је познато да је капела садржала пет ниша за статуе. Повезана са капелом била је још једна група остава. Северно од капеле налази се antichambre carrée – тако названа од стране архитекте Жан-Филипа Лауера због свог квадратног облика – украшена разним рељефима, подигнутим подом и централним стубом. Ова комора је једна од две нове карактеристике уведене у дизајн храма, при чему је ова посебна карактеристика постала стални елемент распореда будућих посмртних храмова до владавине Сенусрет I. Претече antichambre carrée пронађене су у посмртним храмовима Сахуреа, Нефериркареа и Неферефреа. Улази се кроз северни зид капеле са пет ниша, што је, са изузетком пирамиде која припада Сетибхор, једина таква комора дизајнирана да се у њу улази са ове стране. Под и основа стуба направљени су од кречњака, а под је подигнут за 1 cu (0,52 m; 1,7 ft), али централни стуб није сачуван. Соба је мерила 10 cu (5,2 m; 17 ft) квадрата, при чему је ова величина постала стандард за већину antichambre carrée-а Пете и Шесте династије. У северозападном углу собе, Борхарт је пронашао фрагмент кречњачке статуе која је била причвршћена за под помоћу малтера. Борхарт је такође пронашао неколико фрагмената рељефних украса у близини који су можда потицали из ове собе. Ови фрагменти су приказивали антропоморфизована божанства са животињским главама, укључујући Собека, Хоруса, и три божанства (једно са људском главом) која су поседовала вас-жезло и анк симболе.
Antichambre carrée води у салу за жртвовање, или приношење дарова, преко предворја које је изостављено у каснијим верзијама. Сала за приношење жртава постављена је дуж осе исток-запад из верских разлога, и налазила се на свом традиционалном месту у центру источне стране, и прислоњена уз, главну пирамиду. Сала за приношење жртава имала је олтар за вршење ритуалних жртава и лажна врата од гранита. Као и улазни хол, зидови сале за приношење жртава били су украшени рељефима; они су приказивали сцене везане за ритуалне жртве које су се ту вршиле. Слично амбулаторијуму дворишта, засвођени плафон сале био је украшен бас-рељефним звездама евоцирајући ноћно небо подземног света. Испод источног зида налазио се канал повезан са дренажним системом источно од храма. Северно од сале за приношење жртава налазила се последња група остава. На крају, постоји алтернативна улазна тачка која се налази близу раскрснице између спољног и унутрашњег светилишта којој се може приступити споља.
Посмртни храм приказује још две значајне иновације. Једна архитектонска модификација може се наћи уграђена у дизајн храма и имала је значајан утицај на древну египатску архитектуру. Високе зграде у облику кула са благим нагибима подигнуте су на североисточном и југоисточном углу храма. Врхови ових кула формирали су равну терасу, надвишену конкавним венцем, којој се могло приступити преко степеништа. Вернер ове куле назива "прототипом пилона" који су постали основне карактеристике каснијих древних египатских храмова и палата. Други додатак је сложенији и, за сада, необјашњен. У североисточном углу храма, прислоњену уз зид, Борхарт је открио квадратну платформу са страницама дугим приближно 10 m (33 ft). Ископавања чешког тима на мастаби Птахшепсеса, везира фараона и шефа свих краљевских радова, открила су велики пирамидион од ружичастог гранита, узет са обелиска, који се налазио поред сличне квадратне платформе у југозападном углу. Вернер предлаже неколико хипотеза о сврси квадратне платформе у Њусеровом посмртном храму: (1) Квадратна платформа је можда некада била заузета сличним пирамидионом; докази који подржавају ову претпоставку су велики гранитни обелиск пронађен у пирамидалном комплексу – обелисци су били архитектонске средишње тачке храмова сунца, али се нису налазили у посмртним храмовима, што ово откриће чини јединственим – и камени блокови који садрже натпис "Сахуреово жртвено поље". (2) Блокови би могли бити или остаци грађевинског материјала коришћеног за Сахуреов храм сунца, или, узети из самог храма сунца. Ово је довело до претпоставке (3) да се храм сунца можда налази у близини Њусеровог комплекса и/или (4) да је Њусере можда или демонтирао или узурпирао храм сунца за себе.

### Култна пирамида
Борхарт је погрешно приписао структуру пронађену у југоисточном углу комплекса Њусеровој супрузи; то је, заправо, била култна пирамида. Пирамида има сопствено ограђено двориште и има стандардну подструктуру у облику слова Т са пролазом и коморама. Имала је дужину основе од приближно 155 m (509 ft; 296 cu) и врх висок приближно 105 m (344 ft; 200 cu).
Једина комора пирамиде изграђена је копањем јаме у земљи. Зидови коморе били су направљени од жутог кречњака и спојени малтером. Улаз који води до коморе био је исечен под косим углом, делимично удубљен у зид и делимично потопљен у земљу. Веома мало унутрашње структуре је сачувано, а скоро ништа од беле кречњачке облоге коморе није остало, осим једног блока пронађеног у југозападном углу коморе.
Сврха култне пирамиде остаје нејасна. Имала је гробну комору, али није коришћена за сахрањивање, и чини се да је била чисто симболична структура. Можда је била дом за фараонов ка (дух), или минијатурну статуу краља. Можда је коришћена за ритуалне перформансе усредсређене на сахрану и васкрсење духа ка током Сед фестивала.

## Друге значајне структуре

### Претпоставке: гробнице жена
Њусерова жена, Репутнуб, није сахрањена унутар пирамидалног комплекса Њусереа. Две мале пирамиде пронађене на јужној ивици групе пирамида, означене као Лепсиус XXIV и Лепсиус XXV, претпоставља се да припадају његовим супругама. Ове структуре су веома лоше оштећене, и Вернер очекује да се током ископавања неће направити изузетни налази.
Прва од ових пирамида, Лепсиус XXIV, састојала се од пирамиде, посмртног храма и мале култне пирамиде. Опсежна оштећења гробнице, услед крадљиваца камена у Новом краљевству, оставила су структуру у рушевинама, иако се неки детаљи могу разазнати. Посмртни храм је изграђен на источној страни пирамиде, што потврђује да је гробница припадала краљици. Његово уништење је отворило унутрашњост за проучавање археолозима. Пирамида је изграђена током Њусерове владавине, што доказује име Птахшепсеса које се појављује на блоковима међу многим другим ознакама зидара и натписима. Унутар рушевина гробне коморе леже остаци саркофага од ружичастог гранита, крхотине грнчарије и мумифицирани остаци младе жене, старе између двадесет једне и двадесет пет година.
Мумија је фрагментирана, вероватно због активности пљачкаша гробница и крадљиваца камена. Њено име није пронађено уписано нигде у комплексу, остављајући остатке мумије неидентификованим. Датирање сугерише да је мумија била или супруга Њусереа, или могуће, његовог кратковечног брата фараона, Неферефреа. Краљица Репутнуб је потенцијални кандидат за идентитет мумије, иако могућност других жена остаје изводљива. Необично, ова мумија је подвргнута ексцеребрацији, процедури за коју Вернер наводи да није било познато да се спроводила пре Средњег краљевства. Професори Еуген Строухал, Виктор Черни и Лубош Вихнанек оспоравају ово, наводећи да је потврђено да су неке мумије из Осме династије и једна из Шесте династије подвргнуте овој процедури.
Сестринска гробница, Лепсиус XXV, налази се у непосредној близини Лепсиус XXIV. Површно проучавање гробнице открило је да је изграђена током Њусерове владавине. Ископавања је спровео Вернеров археолошки тим између 2001. и 2004. године. Вернер је првобитно веровао да је посмртни храм за ову гробницу изграђен на западној страни пирамиде, уместо уобичајене источне. Његова каснија ископавања открила су да пирамида уопште није имала посмртни храм. Откривено је да се споменик састојао од две пирамидалне гробнице постављене једна поред друге. Обе гробнице су дугуљастог облика, иако је источна гробница већа од западне. Гробнице су оријентисане дуж осе север-југ. Власници и односи ових гробница остају непознати.

### Мастаба принцеза
Северозападно од Њусерове пирамиде налази се гробница изграђена за троје владареве деце, коју је Борхарт идентификовао као "Мастабу принцеза". Надградња ове гробнице изграђена је набијањем шљунка како би се створио дебео зид, и облагањем жутим кречњачким блоковима, док је њена фасада додатно обложена финим белим кречњаком. Овај вредан спољни слој је скинут, а од њега је остао само фрагмент на улазу. Упркос томе, распоред гробнице – са своје четири гробне коморе и култним собама – добро је очуван.
Лажна врата гробних комора су једини преостали декоративни остаци, иако Борхарт спекулише да су то можда били једини украси од почетка. Унутар култних соба, сачувани су трагови црвене боје, што указује да су зидови били украшени како би имитирали гранит. Најсевернија лажна врата носе титуле Камерернебти, ћерке краља Њусереа, и свештенице Хатор. Друга лажна врата носе име Меритјотс. Она такође садрже натписе и резбарију субјекта, али су лошије израде. Фрагменти боје који су остали указују на то да је блок био обојен црвеном бојом да имитира гранит, док су урезани натписи били обојени зелено. Трећа лажна врата су остављена потпуно празна, док су последња лажна врата, која су слична другим, исписана само на надвратнику и носе име Кахотеп.
- Лажна врата Камерернебти, | G16 | N28 | U6 | D21 · D21 | која носе њене титуле и слику
- Цртеж, аутора О. Фелца, распореда "Мастабе принцеза"
- Округли надвратник са лажних врата Кахотепа, | D28 · X1 | R4 · Q3 | који носи његово име

## Каснија историја
Њусере је био последњи краљ који је изградио свој погребни споменик у Абусиру. Његови наследници Менкаухор, Џедкаре Исеси и Унас изабрали су да буду сахрањени на другим местима, и Абусир је престао да буде краљевска некропола.

### Погребни култ
Абусирски папируси бележе доказе који указују да су погребни култови у Абусиру остали активни барем до владавине Пепија II у касној Шестој династији. Наставак ових култова у периоду након Старог краљевства; међутим, је предмет значајне дебате међу египтолозима. Вернер верује да су ови култови престали са активностима до Првог прелазног периода. Он тврди да је поновно уједињење Египта и накнадна стабилизација на крају Једанаесте династије омогућила да се посмртни култови Абусира привремено реформишу пре него што су убрзо трајно изумрли. Јаромир Малек прави разлику између преживелих имања, која чине економску основу погребног култа, и опстанка самог култа, и напомиње да поуздани докази за наставак ових култова недостају, осим за култове Тети и, могуће, Њусереа. Ладислав Бареш сугерише да је само Њусеров култ опстао кроз тај период, иако у веома смањеном облику. Антонио Моралес разматра два облика култних активности, званични краљевски култ и народно поштовање краља, и верује да су у случају Њусереа оба облика култног обожавања преживела прелаз из Старог краљевства, кроз Први прелазни период, и у рани Средњи краљевство. Он тврди да археолошки трагови пронађени у близини Њусеровог споменика – као што су гробнице пронађене источно од посмртног храма датиране у Први прелазни период и Средње краљевство које се могу повезати са краљевским култом путем ономастике, титула и других текстуалних записа; натписи на лажним вратима Ипија, датирани у Први прелазни период, који носе Њусерово родно име; и уписан блок који припада надзорнику у оближњем пирамидалном граду Нефериркареа, пронађен поред алтернативног улаза у посмртни храм – подржавају опстанак култне активности у част Њусереа од Пете династије до Средњег краљевства. Радови на рестаурацији поплочавања Њусеровог посмртног храма, и натпис анонимног владара који датира са краја Старог краљевства су даљи показатељи активности на погребном споменику.
Гробнице два шефа имања и надзорника посмртног храма, Херишефхетепа I и II, могу послужити као доказ за континуитет Њусеровог култа. Гробнице ова два званичника датиране су са великом вероватноћом између Девете и Десете династије – хераклеопољски период – или Једанаесте династије. Ако су два свештеника живела током хераклеопољског периода, то би указивало да су Њусеров погребни култ и имања његове пирамиде функционисали и били нетакнути током Првог прелазног периода. Штавише, ако је то случај, онда је Њусеров култ преживео барем до Дванаесте династије, под свештеником Инхетепом. Лажна врата из гробнице женске свештенице или званичнице, Сатимпи, пронађена у близини насипа, такође се могу датирати у Први прелазни период. Сахрањивање свештеника у овом периоду може бити још један показатељ одржавања његовог култа.

### Сахрањивања
Од краја Њусерове владавине до Средњег краљевства, подручја око насипа и посмртног храма његовог споменика постала су место за друге гробнице. Џедкаре Исеси је сахранио различите чланове своје породице и званичнике на падини југоисточно од посмртног храма. Чланови краљевске породице сахрањени тамо су Кекхеретнебти са својом ћерком Тисетор, Хеџетнебу, и Незеркаухор, заједно са званичницима Мернефуом, Идут и Кенитом. Постоји и гробница чији власник остаје неидентификован. Ово гробље се постепено ширило на исток према ивици долине Нила, достигавши свој врхунац у Шестој династији, али је Абусир у то време коришћен само као локално гробље. Многе од гробница откривених овде припадају запосленима у посмртном култу, као што су оне Фетекте и Хетепија који су управљали складиштима.
Југоисточно од посмртног храма лежи гробница Инемакхета и Инхетепа (I). Унутра је на некој погребној опреми откривен натпис који гласи "поштован пред Озирисом, господаром живота, и Инијем, господаром поштовања". Две друге гробнице са сличним именима, оне Инхетепа (II) и Инхетепија, такође се налазе у том подручју. Поштовани статус Њусереа евидентан је у ономастици ових сахрањених појединаца који су своја имена узели по Њусеровом родном имену, Ини.
Северно од Њусеровог споменика налази се гробље подељено на два региона. Северозападни сектор садржи гробнице изграђене на крају Њусерове владавине. Североисточни сектор, који се налази северно од посмртног храма, основан између Првог прелазног периода и раног Средњег краљевства, садржи гробнице појединаца повезаних са погребним култом краља. Друге гробнице свештеника Њусеровог култа концентрисане су око источне фасаде посмртног храма и на горњем крају насипа.
Локалитет споменика коришћен је за повремена сахрањивања у Касном периоду. Источно од посмртног храма, немачки египтолози су од 1901. до 1904. године откопали тридесет и једну грчку сахрану датирану између о. 375–350. п. н. е. Ово датирање је спорно, а алтернативно гледиште тврди да су гробнице изграђене након Александровог освајања Египта. Према Вернеру, изградња ових гробница означава крај историје гробља у Абусиру.